# Quarterly Journal of the Royal Meteorological Society
Le Quarterly Journal of the Royal Meteorological Society est une revue scientifique à comité de lecture concernant la météorologie constituée de 8 numéros par an. Cette revue fut lancée en 1871 sous le titre Bibliography of Meteorological Literature, et fut ensuite publiée sous non nom actuel en 1873. La maison d'édition est Wiley-Blackwell pour le compte de la Royal Meteorological Society.

## Résumés et indexage
Les articles sont résumés et indexés par Current Contents/Physical, Chemical & Earth Sciences et Science Citation Index.
D'après le Journal Citation Reports, la revue a eu un facteur d'impact de 3,327 en 2012, classant cette revue 13e sur un total de 74 revues ayant trait à la météorologie et aux sciences de l'atmosphère.